# كولاك

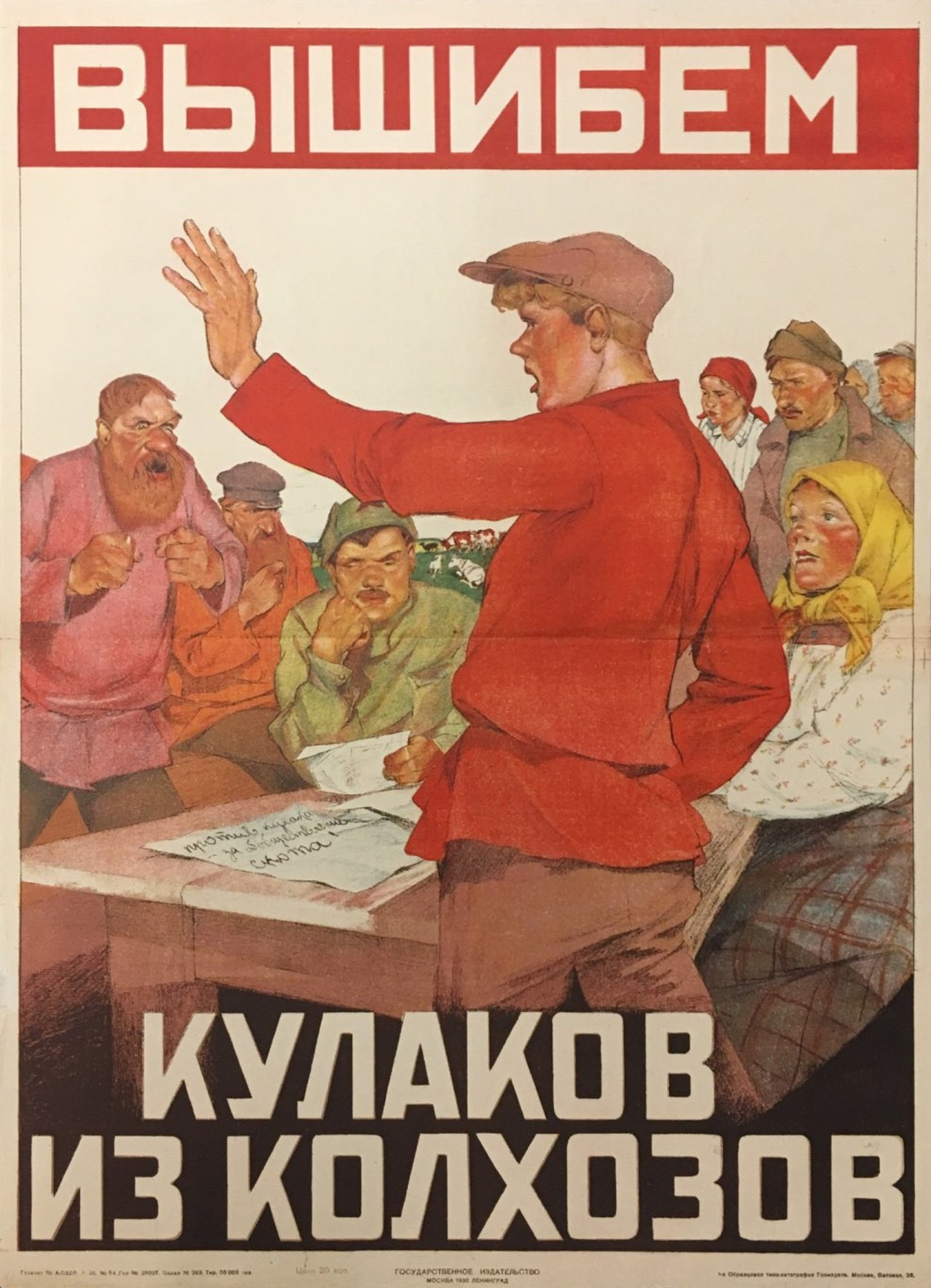

كولاك (بالروسية: кула́к) تعني قبضة، بتمديد الكلمة “صاحب القبضة الضيقة” أو بمعنى آخر بخيل، الكولاك في أوكرانيا، تستخدم أيضاً في النصوص الروسية (في السياق الأوكراني) هم فئة من المزارعين الأغنياء نسبياً في أواخر عصر الإمبراطورية الروسية، جمهورية روسيا السوفيتية الاتحادية الاشتراكية، وبدايات الاتحاد السوفييتي. كلمة كولاك ترجع في الأصل إلى المزارعين الأحرار أو المستقلين في الإمبراطورية الروسية والذين نشأوا وترعرعوا عبر الفلاحة ثم أصبحوا أغنياء كنتيجة لإصلاحات بيوتر ستوليبين الزراعية التي بدأت في عام 1906. أصبح وصف “كولاك” أكثر شمولية في عام 1918 فقد أصبح يتضمن كل فلاح امتنع عن تسليم الحبوب للمفارز من موسكو. خلال فترة 1929-1933، تحت قيادة ستالين وفي أثناء الحملة الشاملة للزراعة الجماعية أو الزراعة بشكل جماعي جرى تسمية الفلاحين ممن يملكون زوج من البقر أو خمس أو ست فدانات أكثر من أقرانهم بالكولاك.
وفقاً للنظرية الماركسية اللينينية السياسية في بداية القرن العشرين، يندرج الكولاك تحت مصطلح “عدو الشعب” بالنسبة للفلاحين الفقراء. يصف فلاديمير ألييتش لينين الكولاك بأنهم “ مصاصي دماء، ناهبي الأفراد والمقتاتين، الرابحين على حساب مجاعة الآخرين”. سعت النظرية الماركسية اللينينية إلى إحداث ثورة لتحرير الفلاحين الفقراء وعمال المزارع إلى جانب البروليتاريا (عمال المناطق الصناعية والحضرية). بالإضافة، يتطلب الاقتصاد المخطط للبلشفية السوفيتية الزراعة الجماعية أو الزراعة التجميعية للمزارع والأراضي للسماح بإحداث التغيير والتحويل المصاحب للحركة الصناعية للإنتاج الزراعي على المدى الطويل. وفقاً لذلك قام مسؤولون حكوميون بمصادرة أراضي الكولاك بشكل عنيف وقتل المقاومين وإرسال الآخرين إلى المعسكرات الاعتقالية جولاج.  

## التعريف
بالرجوع إلى المصطلحات السوفيتية، ينقسم الفلاحون إلى ثلاثة فئات رئيسية: بيدنياك وهم الفلاحين الفقراء، سيريدنياك وهم الفلاحين ذوي الدخل المتوسط، الكولاك وهم الفلاحين ذوي أعلى دخل، مالكي أكبر الأراضي الزراعية أكثر من معظم الفلاحين الروس. بالإضافة إلى باتراك وهم ممن لا يملكون الأراضي للزراعية الموسمية ويعملون عبر التأجير.
أدت إصلاحات ستوليبين إلى إنشاء طبقة جديدة من مالكي الأراضي عبر السماح للفلاحين بالحصول على قطع الأراضي كقرض من ملّاك الأراضي الكبيرة والواسعة. يقوم الفلاحون بدفع القرض (وهو نوع من القروض العقارية) بعد عملهم على هذه الأراضي. بحلول عام 1912، 16٪ من الفلاحين (أكثر من 11٪ في عام 1903) يملكون نسبياً أكثر من 8 فدان من الأراضي (3.2 هكتار) لكل فرد ذكر من أفراد الأسرة. في ذلك الوقت تحتوي عائلة الفلاح الواحد ما يقارب 6 إلى 10 أطفال. هذا العدد من الفلاحين قارب 20٪ من جميع أفراد المحاكم الريفية في حين كان مستوى إنتاجهم للحبوب الرائجة والصالحة للبيع في السوق قد يصل 50٪.